# Ганина, Анастасия Андреевна
Анастаси́я Андре́евна Га́нина (в девичестве Кутняко́ва; род. 8 января 1985, Москва) — российская каноистка, выступает за сборную России с 2011 года. Обладательница серебряной медали чемпионата мира, серебряная и бронзовая призёрша чемпионатов Европы, многократная победительница национальных и молодёжных регат. На соревнованиях представляет МГФСО, мастер спорта.

## Биография
Анастасия Кутнякова родилась 8 января 1985 года в Москве. Активно заниматься греблей начала в раннем детстве, проходила подготовку в специализированной детско-юношеской спортивной школе олимпийского резерва «Спартак», тренировалась у таких специалистов как Н. А. Клименко и Л. Ю. Крылов. Первого серьёзного успеха добилась в 2003 году, когда завоевала серебряную медаль на юниорском первенстве Москвы в «Крылатском» — заняла второе место среди байдарок-одиночек на дистанции 1000 метров.
Впоследствии пересела из байдарки в каноэ. В 2011 году вошла в основной состав взрослой национальной сборной и побывала на чемпионате Европы в сербском Белграде, откуда привезла награду бронзового достоинства, выигранную совместно с каноисткой Верой Бардак на дистанции 500 метров. Позже в той же дисциплине представляла страну на чемпионате мира в венгерском Сегеде, где взяла серебро (на этот раз её партнёршей была Наталья Марасанова). На чемпионате мира 2013 года в немецком Дуйсбурге они с Марасановой финишировали шестыми, тогда как на европейском первенстве в португальском городе Монтемор-у-Велью выиграли серебряные медали в зачете полукилометровой дистанции
Имеет высшее образование, в 2009 году окончила Московский государственный университет пищевых производств.